# بيتر روبنسون (سياسي أمريكي)
بيتر روبنسون (بالإنجليزية: Peter Robinson)‏ هو محامي وسياسي أمريكي، ولد في 15 نوفمبر 1791، وتوفي في 9 أكتوبر 1841. حزبياً، نشط في الحزب الديمقراطي. وقد انتخب رئيس مجلس النواب ‏ جمعية ولاية نيويورك.